# هانادالشنوکوش
هانادالشنوکوش (تلفظ [ˈkʰvan:atalsˌn̥ju:kʏr̥]‏) یک قله هرمی در حاشیه شمال غربی دهانه آتشفشانی اوریفایوکول در پارک ملی Vatnajökull، ایسلند است. این قله بلندترین نقطه کشور ایسلند است.

## جغرافیا
یک اندازه‌گیری رسمی که در اوت ۲۰۰۵ انجام شد بلندای کوه را ۲٬۱۰۹٫۶ متر (۶٬۹۲۱ فوت) تعیین کرد. در گذشته ۲٬۱۱۹ متر (۶٬۹۵۲ فوت) تعیین شده‌بود.

## دسترسی به قله
مسیر به سمت بالا یک صعود محبوب از راه یخ‌کافت‌های پر شمار و غالباً پنهان است، به همین دلیل، این کوهنوردی راهنمایان کوهستانی با تجربه را می‌طلبد.